# Полоз Микола Григорович

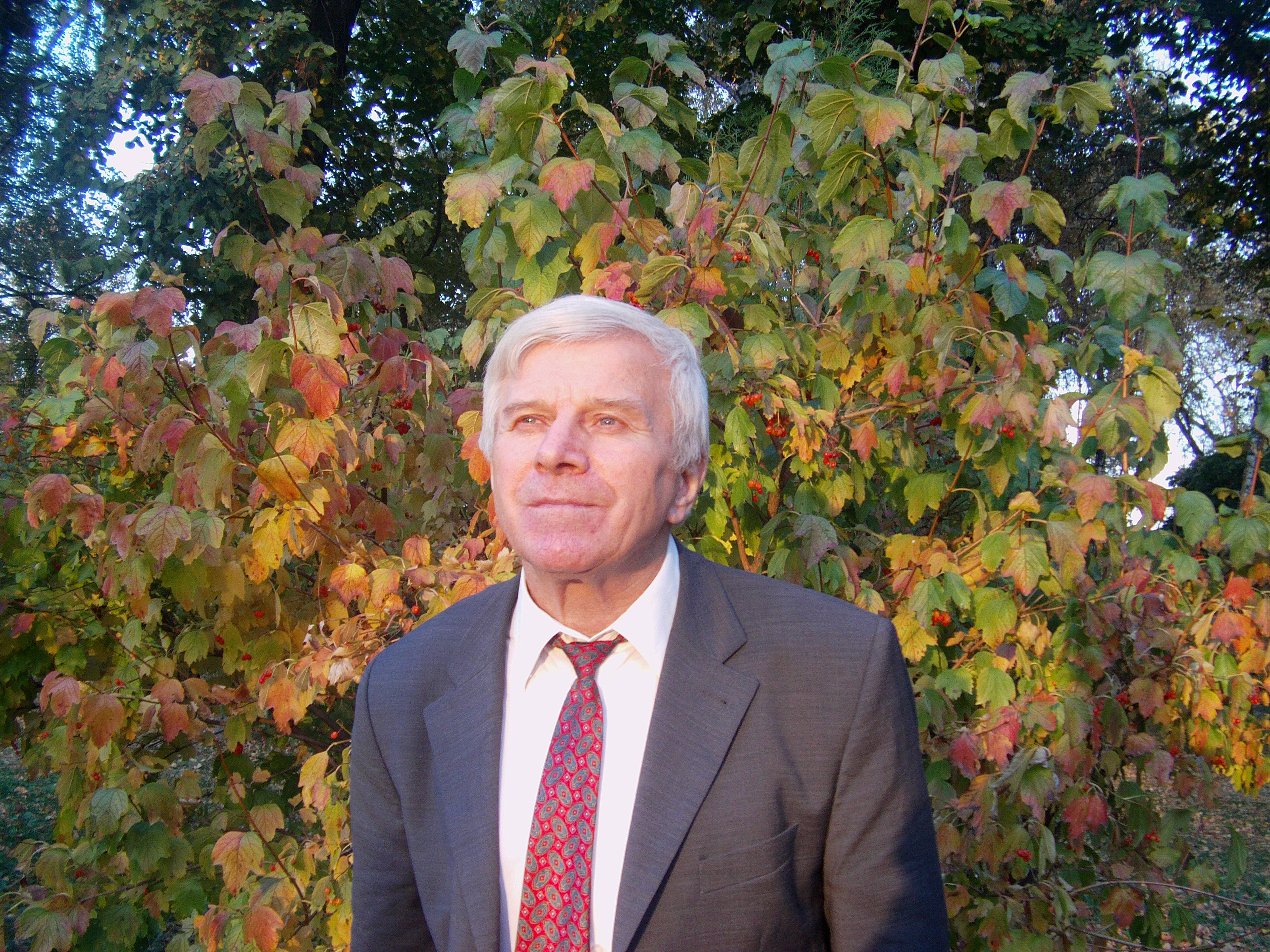

Микола Григорович Полоз (30 липня 1936, хутір Смоляниківка, Сумська область — 27 вересня 2016, Київ) — український композитор і поет. Член Спілки композиторів України (до 1994), Національної ліги українських композиторів.

## Життєпис
Микола Григорович Полоз народився 1936 року на хуторі Смоляниківка, нині Сумського району Сумської області.
Після закінчення школи навчався у Сумському машинобудівному технікумі (нині — Машинобудівний фаховий коледж Сумського державного університету).
У 1960 році закінчив Луганське музичне училище.
В 1965 році закінчив Київську консерваторію по класу композиції. Учень Бориса Лятошинського. Працював редактором Українського радіокомітету, був художнім керівником різноманітних художніх ансамблів. З 1973 року — диригент Київського об'єднання музичних ансамблів.
Помер у Києві 27 вересня 2016 року.

## Творчість
Автор симфонічних (у тому числі, семи симфоній та семи концертів для симфонічного оркестру), камерних, інструментальних, хорових, вокальних,творів, обробок народних пісень, музики до кінофільмів, численних поетичних творів.
У деяких творах відчутний вплив джазу.

## Твори
- Музичний момент для скрипки і фортепіано (1960)
- Варіації для симфонічного оркестру (1961)
- Симфонії: I (1962), II (1965), III (1968), IV (1972), V («Океан», 1976), VI, VII, VIII («Олександра»)
- Струнний квартет (1963)
- Тріо для скрипки, альта та віолончелі (1964)
- Тріумфальна увертюра (1967)
- Монодрама «Кінь» для соліста та симфонічного оркестру (слова В. Маяковського) (1972)
- «Хід» для віолончелі та фортепіано (1972)
- Концерти: I (1973), II (1974), III (1975), IV (1976), V, VI, VII («Парадоксальний»)
- Хори на слова поетів та власні тексти
- Музика до фільмів
- Прелюдії, етюди, пісні, обробки народних пісень